# Kaspar Meier

Kaspar Meier (1971)

Kaspar Meier (* 20. Oktober 1917 in Rothenburg; † 21. April 1998 in Luzern, katholisch, heimatberechtigt in Rothenburg und Luzern) war ein Schweizer Politiker (FDP).

## Biografie
Kaspar Meier kam am 20. Oktober 1917 in Rothenburg als Sohn des Bäckermeisters und späteren Betriebschefs der Auto AG Rothenburg Caspar Meier Senior zur Welt. Er absolvierte an der Universität Zürich das Studium der Rechte.
In der Folge war Meier als Rechtsanwalt tätig. Zudem fungierte Meier zwischen 1958 und 1986 als nebenamtlicher Direktor der Zentralschweizer Handelskammer. Ferner war er Geschäftsführer der Gesellschaft für luzernische Erdöl- und Erdgasforschung, der Leag, Präsident der Genossenschaft für Arbeiterwohnungen sowie Mitglied des Zentralvorstandes der Schweizerischen Fernseh- und Radio-Vereinigung, des Hofer-Clubs. Zusätzlich hatte Meier viele Verwaltungsratsmandate vorwiegend von Luzerner Firmen mit Schwergewicht auf Industrie, Bau und Energie inne. In der Schweizer Armee diente er im Rang eines Oberstleutnants.
Er war verheiratet mit Annemarie, der Tochter des Josef Grossmann. Kaspar Meier starb am 21. April 1998 ein halbes Jahr nach Vollendung seines 80. Lebensjahres in Luzern. Er war der Schwager des Anwalts und Politikers Anton Muheim.

## Politik
Kaspar Meier war zunächst zwischen 1948 und 1953 als Stadtschreiber von Luzern tätig. Danach wirkte er bis 1958 im Luzerner Stadtrat als Polizeidirektor beziehungsweise als Vorsteher der städtischen Unternehmungen. Dazu amtierte Meier von 1947 bis 1953 als Präsident der Luzerner Jungliberalen, danach acht Jahre als Vizepräsident der Liberalen Partei der Stadt Luzern. Auf kantonaler Ebene war Meier zwischen 1950 und 1971 im Luzerner Grossrat, davon 14 Jahre als Präsident der liberalen Fraktion, vertreten. Darüber hinaus nahm er von 1971 bis 1983 Einsitz in den Nationalrat.

## Archive
- Staatsarchiv Luzern: National- und Ständeratsmaterialien.